# Cucullia
Cucullia is een geslacht van nachtvlinders uit de familie Noctuidae.

## Soorten
- C. (Shargacucullia) scrophulariae (Denis & Schiffermüller, 1775) - helmkruidvlinder
- C. absinthii (Linnaeus, 1761) - absintmonnik
- C. achilleae Guenee, 1852
- C. africana Aurivillius, 1879
- C. aksuana Draudt, 1934
- C. albifuscata Janse, 1939
- C. albilineata Gaede, 1934
- C. albipennis Hampson, 1894
- C. alfarata Strecker, 1898
- C. amoena Philippi, 1860
- C. amota Alpheraky, 1887
- C. anceps Staudinger, 1881
- C. andraei Köhler, 1953
- C. anthocharis Boursin, 1969
- C. antipoda Strecker, 1877
- C. aplana Viette, 1958
- C. apo Ronkay, Varga & Hreblay, 1998
- C. argentea (Hufnagel, 1766)
- C. argentilinea Gaede, 1935
- C. argentina (Fabricius, 1787)
- C. argentivitta (Hampson, 1906)
- C. argyrina Guenée, 1852
- C. aribac Barnes, 1904
- C. arizona Smith, 1905
- C. armena Ronkay & Ronkay, 1986
- C. artemisiae (Hufnagel, 1766) - bijvoetmonnik
- C. asteris (Denis & Schiffermüller, 1775) - astermonnik
- C. asteroides Guenée, 1852
- C. astigma Smith, 1894
- C. atrimacula Hampson, 1909
- C. balsamitae Boisduval, 1840
- C. barthae Boursin, 1933
- C. basipuncta Barnes & McDunnough, 1918
- C. behouneki Hacker & Ronkay, 1988
- C. bensi Agenjo, 1952
- C. biornata Fischer von Waldheim, 1840
- C. biradiata Koshantschikov, 1925
- C. biskrana Oberthur, 1918
- C. blattariae (Esper, 1790)
- C. boryphora Fischer von Waldheim, 1840
- C. brevipennis Hampson, 1894
- C. brunnea Hampson, 1902
- C. bubaceki Kitt, 1925
- C. buddhae Walker, 1858
- C. calendulae Treitschke, 1835
- C. campanulae Freyer, 1831
- C. canariensis Pinker, 1968
- C. caninae Rambur, 1833
- C. capazi Agenjo, 1952
- C. celsiae Herrich-Schäffer, 1850
- C. celsiphaga Boursin, 1940
- C. cellulata Warren, 1911
- C. cemenelensis Boursin, 1923
- C. cineracea Freyer, 1841
- C. citella Ronkay & Ronkay, 1987
- C. clauda Walker, 1857
- C. clausa Walker, 1857
- C. consimilis Felder & Rogenhofer, 1874
- C. convexipennis Grote & Robinson, 1868
- C. costaricensis Hampson, 1918
- C. cucullioides Barnes & Benjamin, 1923
- C. chamomillae

Kamillevlinder (Denis & Schiffermüller, 1775)
- C. chrysota Hampson, 1902
- C. daedalis Janse, 1939
- C. dallolmoi Berio, 1973
- C. dentilinea Smith, 1899
- C. differens Köhler, 1952
- C. dimorpha Staudinger, 1896
- C. distinguenda Staudinger, 1892
- C. dorsalis Smith, 1892
- C. dracunculi (Hübner, 1813)
- C. draudti Boursin, 1942
- C. duplicata Staudinger, 1882
- C. eccissica Dyar, 1919
- C. efflatouni Wiltshire, 1948
- C. elongata Butler, 1880
- C. embolima Püngeler, 1906
- C. embolina Püngeler, 1906
- C. emungens Draudt, 1925
- C. ennatae (Laporte, 1984)
- C. erythrocephala Wagner, 1914
- C. eucaena Dyar, 1919
- C. eugrapha Boursin, 1942
- C. eulepis Grote, 1876
- C. eumorpha Alphéraky, 1893
- C. extricata (Walker, 1857)
- C. falcata Ronkay & Ronkay, 1987
- C. faucicola Wiltshire, 1943
- C. florea Guenée, 1852
- C. formosa Rogenhofer, 1860
- C. fraterna Butler, 1878
- C. fraudatrix

Oostelijke monnik Eversmann, 1837
- C. fuchsiana Eversmann, 1842
- C. galleti Rungs, 1972
- C. generosa Staudinger, 1889
- C. giacomellii Köhler, 1952
- C. glogeri Köhler, 1952
- C. gnaphalii (Hübner, 1813)
- C. gozmanyi (G. Ronkay & L. Ronkay, 1994)
- C. graeseri Püngeler, 1901
- C. gricescens Leech, 1900
- C. grisescens Leech, 1900
- C. hannemanni Varga, 1976
- C. hartigi G. Ronkay & L. Ronkay, 1988
- C. heinickei Boursin, 1968
- C. heinrichi Köhler, 1952
- C. hemidiaphana Graeser, 1892
- C. hildana Schaus, 1938
- C. hoenei Boursin, 1942
- C. hostilis Boursin, 1934
- C. humilis Boursin, 1942
- C. hutchinsoni Hampson, 1902
- C. ikondae Berio, 1973
- C. implicata Ronkay & Ronkay, 1987
- C. improba Christoph, 1885
- C. inaequalis Janse, 1939
- C. incresa Smith, 1910
- C. inderiensis Herrich-Schäffer, 1856
- C. infernalis Boursin, 1942
- C. intermedia Speyer, 1870
- C. jakesi Ronkay & Ronkay, 1988
- C. jankowskii Oberthür, 1884
- C. jemezensis Dyar, 1922
- C. jozankeana Matsumura, 1925
- C. kasyi Wiltshire, 1976
- C. katangae Romieux, 1943
- C. khorassana Brandt, 1941
- C. kurilullia Bryk, 1942
- C. lactea (Fabricius, 1787)
- C. lactucae (Denis & Schiffermüller, 1775)
- C. laetifica Lintner, 1875
- C. lanceolata (Villers, 1789)

- C. ledereri Staudinger, 1892
- C. leucopis Hampson, 1906
- C. lilacina Schaus, 1898
- C. lindei Heyne, 1899
- C. lucifuga (Denis & Schiffermüller, 1775)
- C. luna Morrison, 1875
- C. luteodisca Smith, 1909
- C. lychnitis Rambur, 1833
- C. macara Rebel, 1948
- C. macewani Wiltshire, 1949
- C. maculosa Staudinger, 1888
- C. magdalenae (Laporte, 1976)
- C. magnifica Freyer, 1839
- C. malagassa Viette, 1958
- C. mandschruriae Oberthür, 1884
- C. mandschuriae Oberthür, 1884
- C. maracandica Staudinger, 1888
- C. marci Ronkay & Ronkay, 1988
- C. marmorea Boursin, 1942
- C. mcdunnoughi Henne, 1940
- C. mediogrisea Warren, 1911
- C. melanoglossa Berio, 1934
- C. melli Boursin, 1942
- C. minor Barnes & McDunnough, 1913
- C. minuta Möschler, 1883
- C. mixta Freyer, 1841
- C. montanae Grote, 1882
- C. naruenensis Staudinger, 1879
- C. negrifascia Hampson, 1894
- C. nigrifascia Hampson, 1894
- C. nigrilinea Janse, 1939
- C. nocturnalis Gaede, 1934
- C. nokra Rungs, 1952
- C. notodontina Boursin, 1934
- C. nubipicta Hampson, 1914
- C. obtusa Smith, 1909
- C. ochribasis Gaede, 1934
- C. omissa Dod, 1916
- C. opacographa Ronkay & Ronkay, 1986
- C. oribae Barnes, 1904
- C. osthelderi Boursin, 1933
- C. palidistria
- C. pallidicolor Janse, 1939
- C. pallidistria Felder & Rogenhofer, 1874
- C. papoka Ronkay & Ronkay, 1986
- C. perforata Bremer, 1864
- C. perlucida Jones, 1908
- C. perstriata Hampson, 1906
- C. peruensis Dognin, 1914
- C. petrophila Ronkay, Varga & Hreblay, 1998
- C. phocylides Druce, 1889
- C. pittawayi Wiltshire, 1987
- C. platinea Ronkay & Ronkay, 1987
- C. platti Prout, 1925
- C. postera Guenée, 1852
- C. praecana Eversmann, 1843
- C. prenanthis Boisduval, 1840
- C. prima Köhler, 1952
- C. prolai Berio, 1956
- C. propinqua Eversmann, 1842
- C. pseudumbratica Boursin, 1942
- C. pullata Moore, 1881
- C. pusilla Möschler, 1883
- C. pustulata Eversmann, 1842
- C. pyrostrota (Hampson, 1906)
- C. rectilinea Köhler, 1952
- C. reisseri Boursin, 1933
- C. retecta Püngeler, 1901
- C. retectina Ronkay & Ronkay, 1987
- C. rufescens Hampson, 1906
- C. ruficeps (Hampson, 1906)
- C. ruptifascia (Hampson, 1909)
- C. sabulosa Staudinger, 1879
- C. sachalinensis Matsumura, 1925
- C. santolinae Rambur, 1834
- C. santonici (Hübner, 1813)
- C. scopariae Dorfmeister, 1853
- C. scoparioides Boursin, 1942
- C. scophulariphaga Rambur, 1833
- C. scrophulariphaga Rambur, 1833
- C. scrophulariphila Staudinger, 1859
- C. similaris Smith, 1892
- C. simoneaui Laporte, 1976
- C. sinopsis Boursin, 1942
- C. spectabilis Hübner, 1827
- C. spectabilisoides Poole, 1989
- C. speyeri Lintner, 1874
- C. splendida (Stoll, 1782)
- C. stigmatophora Hampson, 1894
- C. strigicosta Boursin, 1940
- C. subgrisea Ronkay & Ronkay, 1986
- C. sublutea Graeser, 1892
- C. syggnomon Dyar, 1919
- C. syrtana Mabille, 1888
- C. taiwana Wileman, 1915
- C. tanaceti (Denis & Schiffermüller, 1775)
- C. tecca Püngeler, 1906
- C. tedjicolora Laporte, 1977
- C. terensis Felder & Rogenhofer, 1874
- C. tescorum Püngeler, 1909
- C. thapsiphaga Treitschke, 1826
- C. thiacourti Laporte, 1977
- C. thiaucourti Laporte, 1977
- C. tiefi Tshetverikov, 1956
- C. timberia Draudt, 1933
- C. tosca Bang-Haas, 1912
- C. tristis Boursin, 1934
- C. tropicarabica Wiltshire, 1949
- C. tucumani Hampson, 1909
- C. turkestana Ronkay & Ronkay, 1987
- C. umbistriga Alphéraky, 1892
- C. umbratica Linnaeus, 1758 - grauwe monnik
- C. umbristiga Alphéraky, 1892
- C. verbasci Linnaeus, 1758 - kuifvlinder
- C. vicina Bang-Haas, 1912
- C. virgaureae Boisduval, 1840
- C. xeranthemi Boisduval, 1840
- C. xerophila Ronkay, Varga & Hreblay, 1998
- C. xylophana Boursin, 1934
- C. zerkowitzi Boursin, 1934

### Imagines

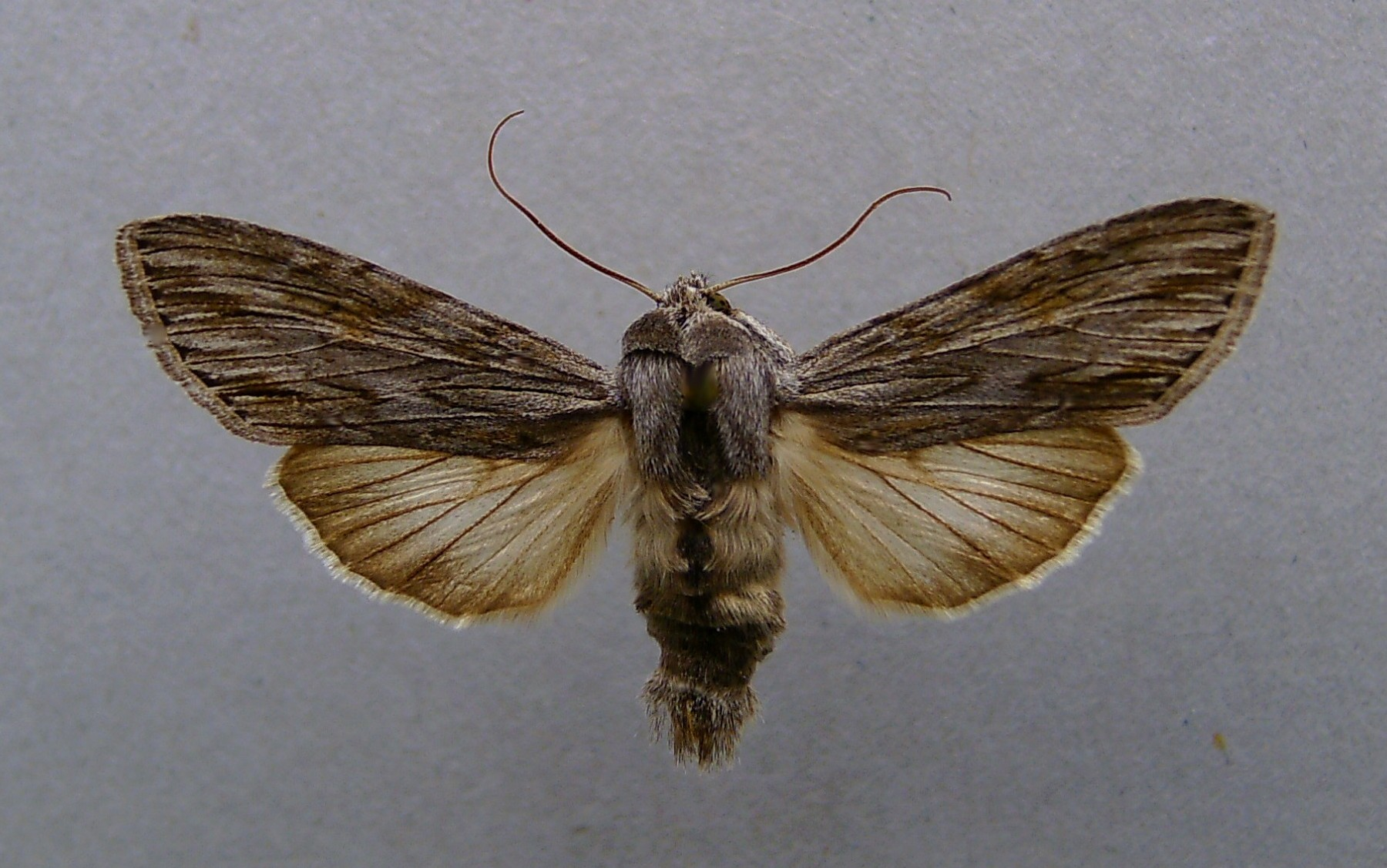
Cucullia lucifuga
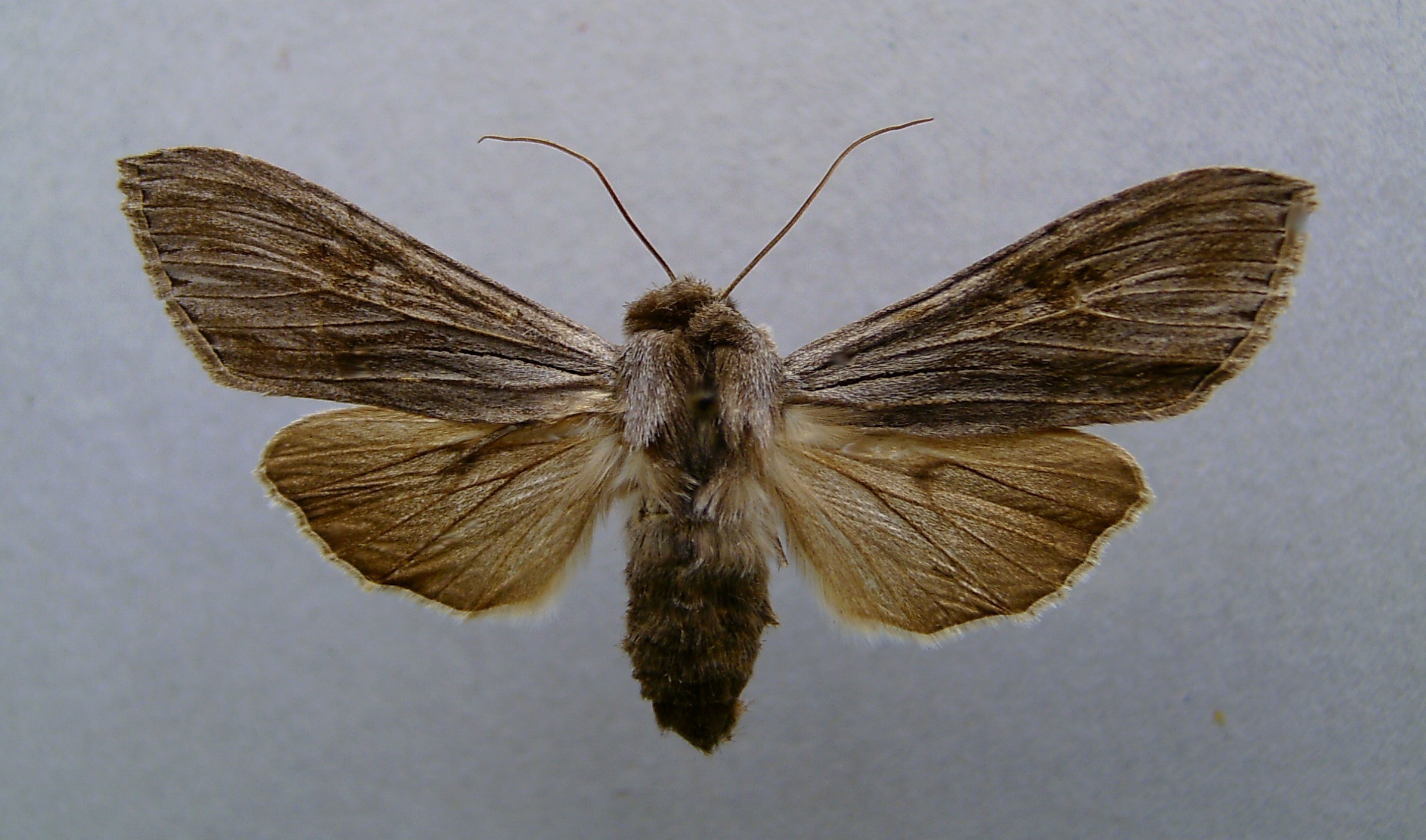
Cucullia lactucae
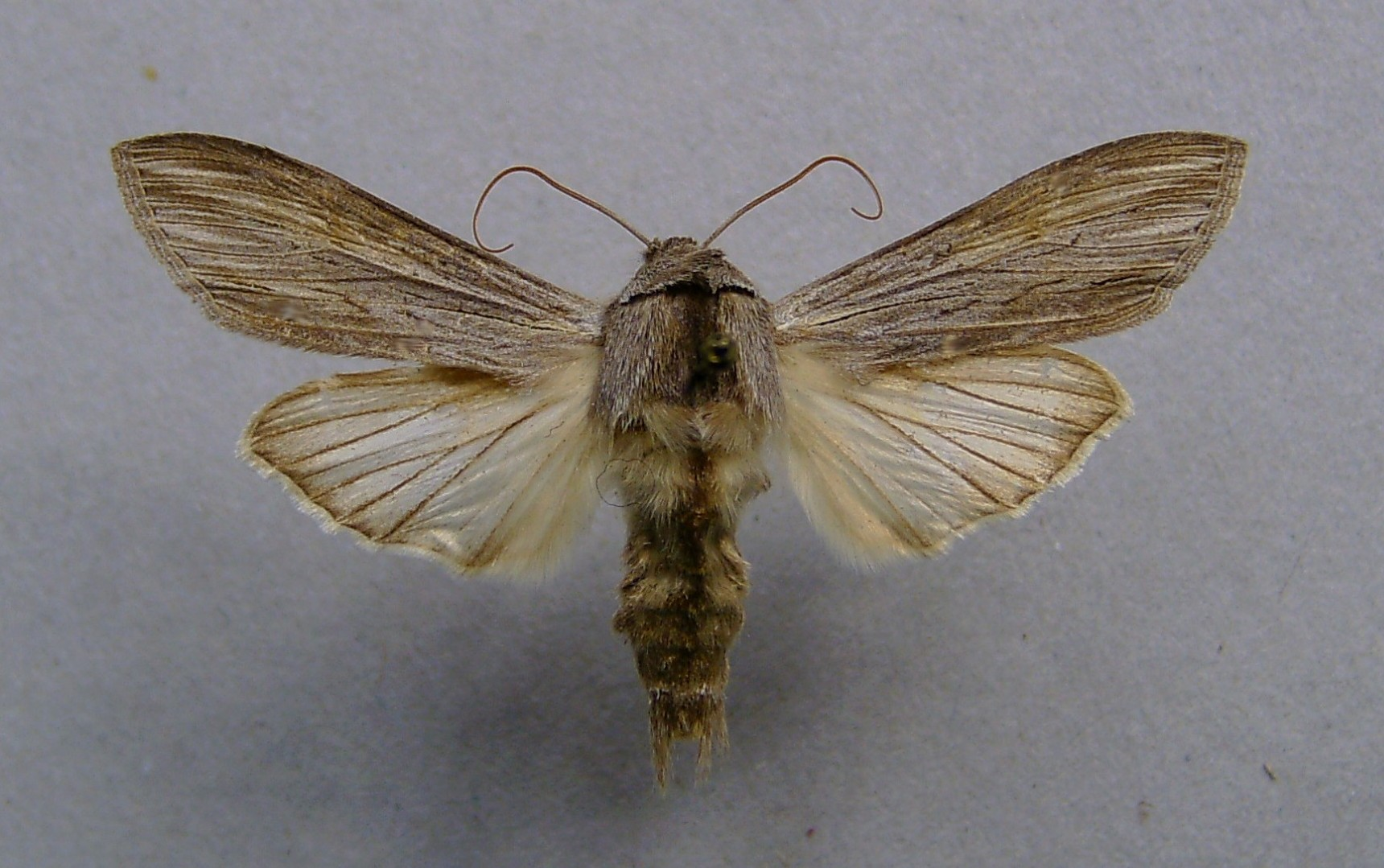
Cucullia umbratica
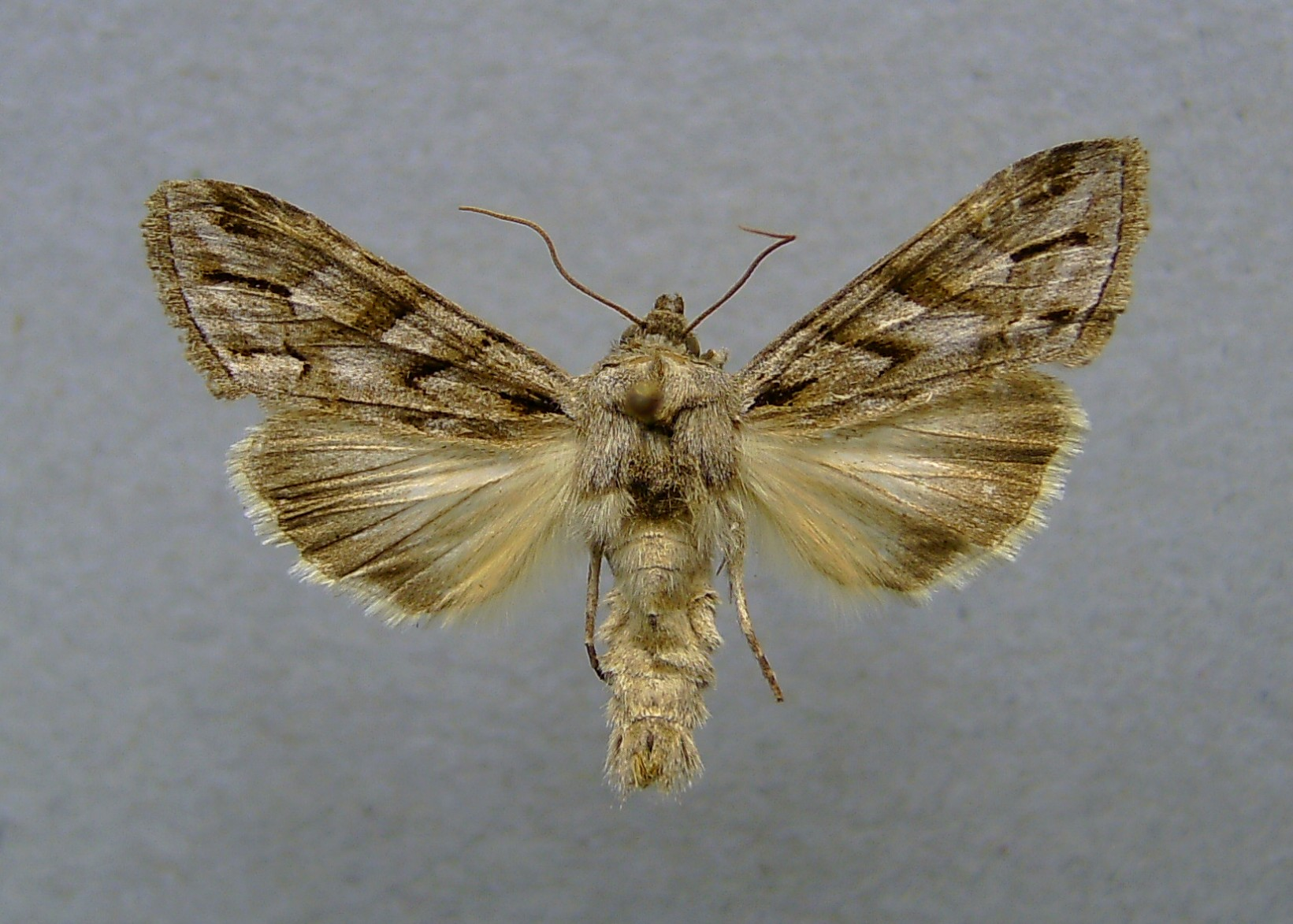
Cucullia fraudatrix
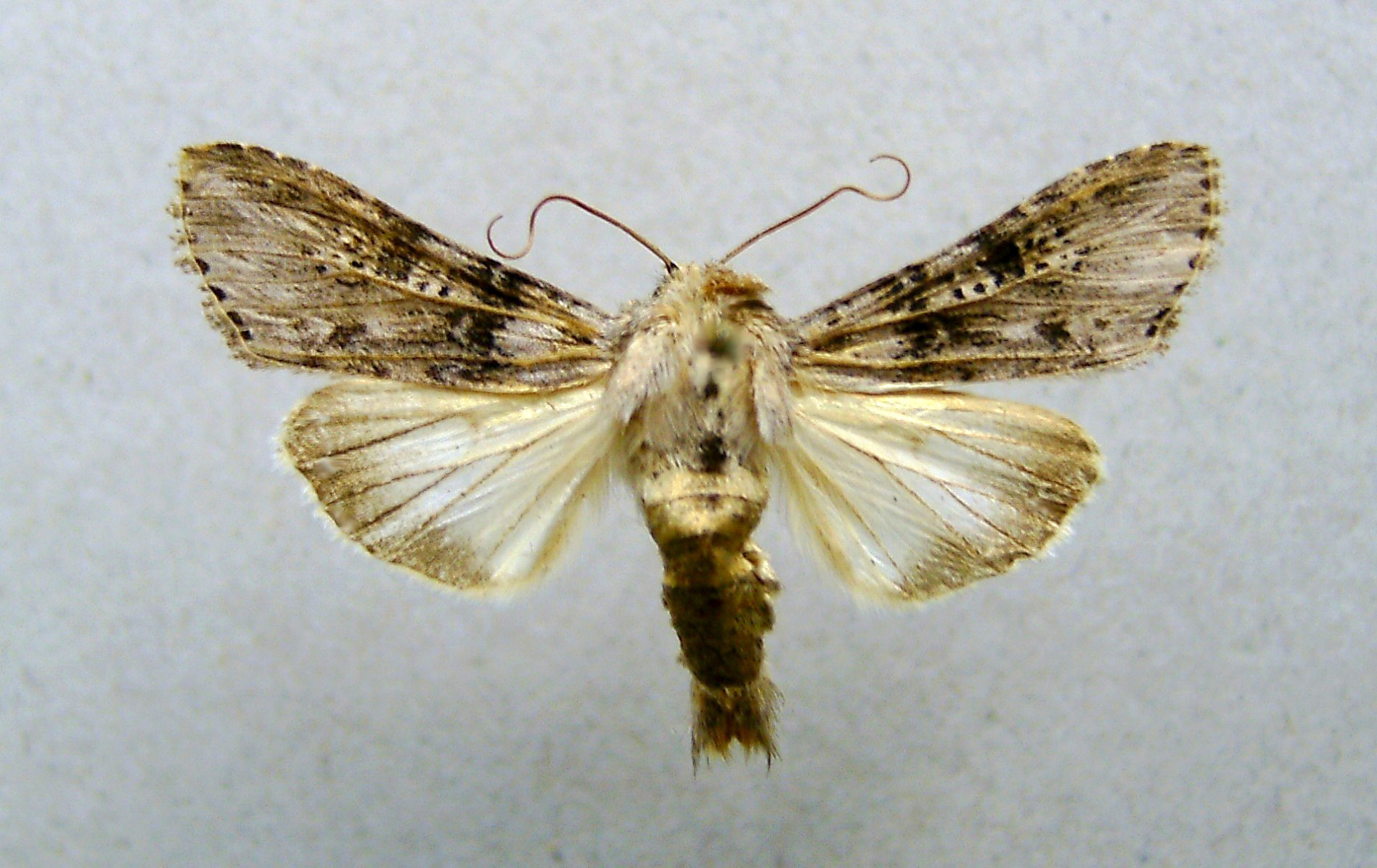
Cucullia absinthii
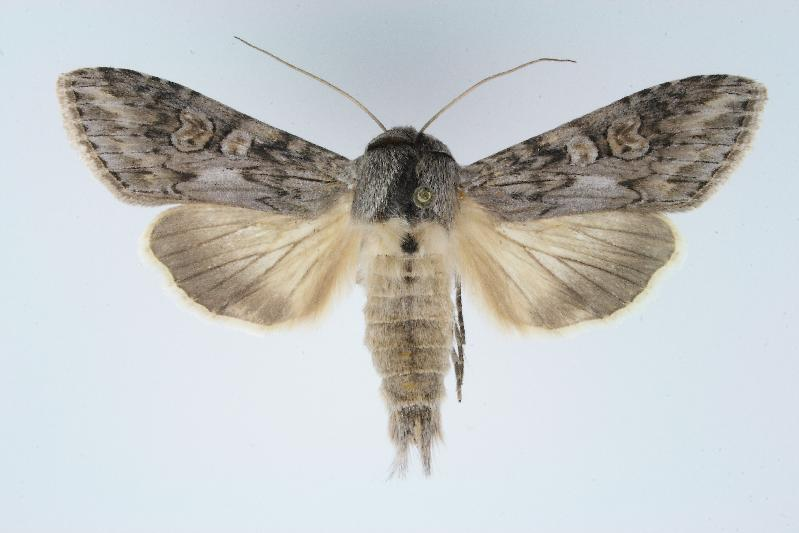
Cucullia artemisiae
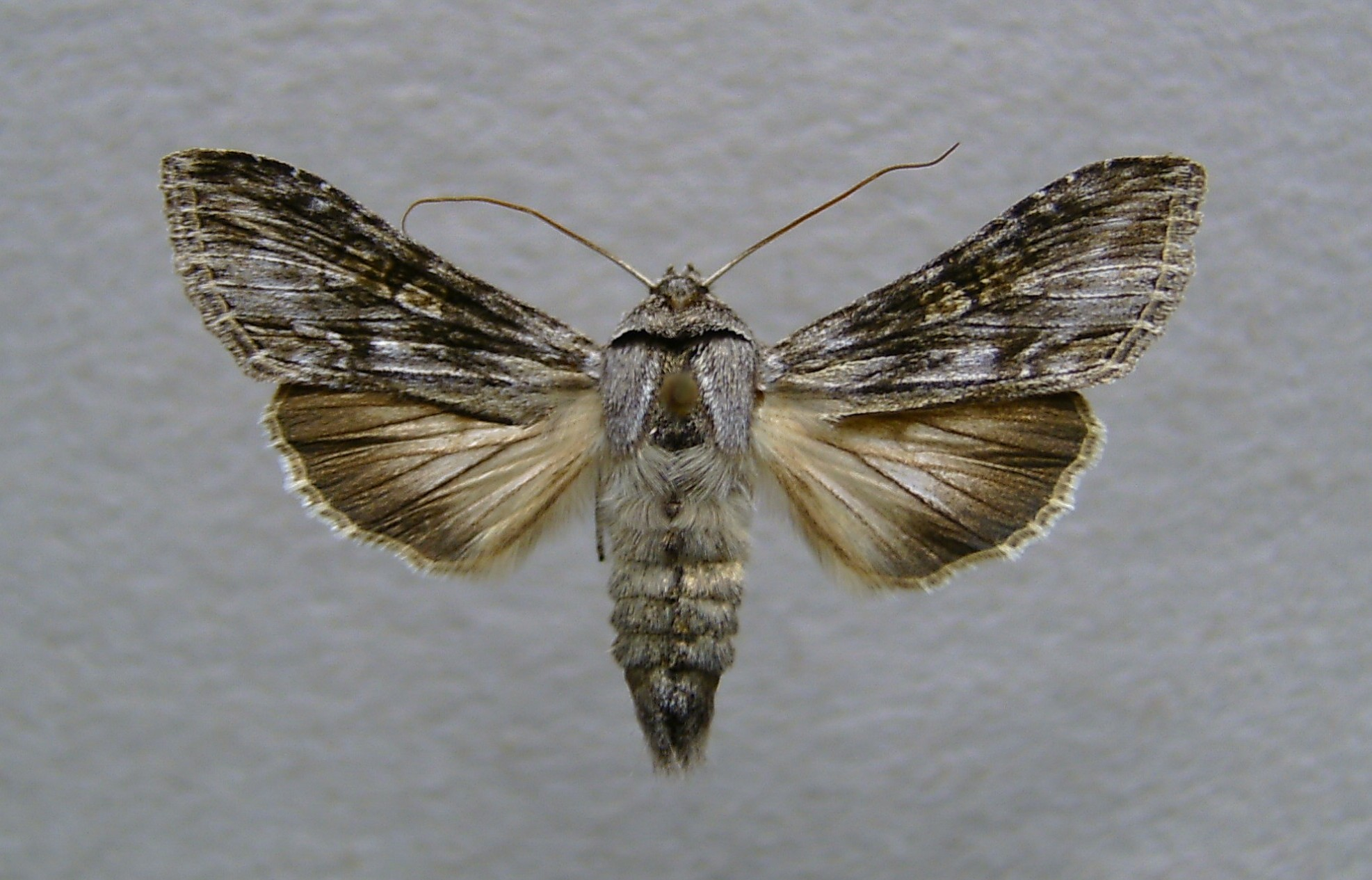
Cucullia xeranthemi
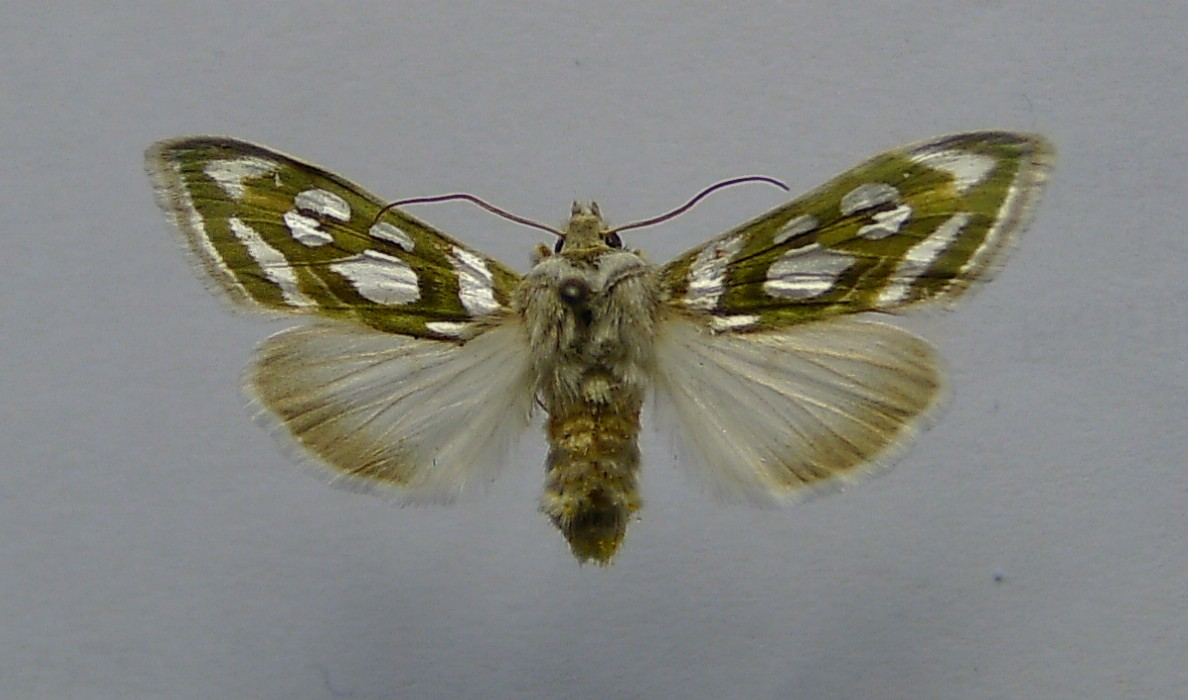
Cucullia argentea
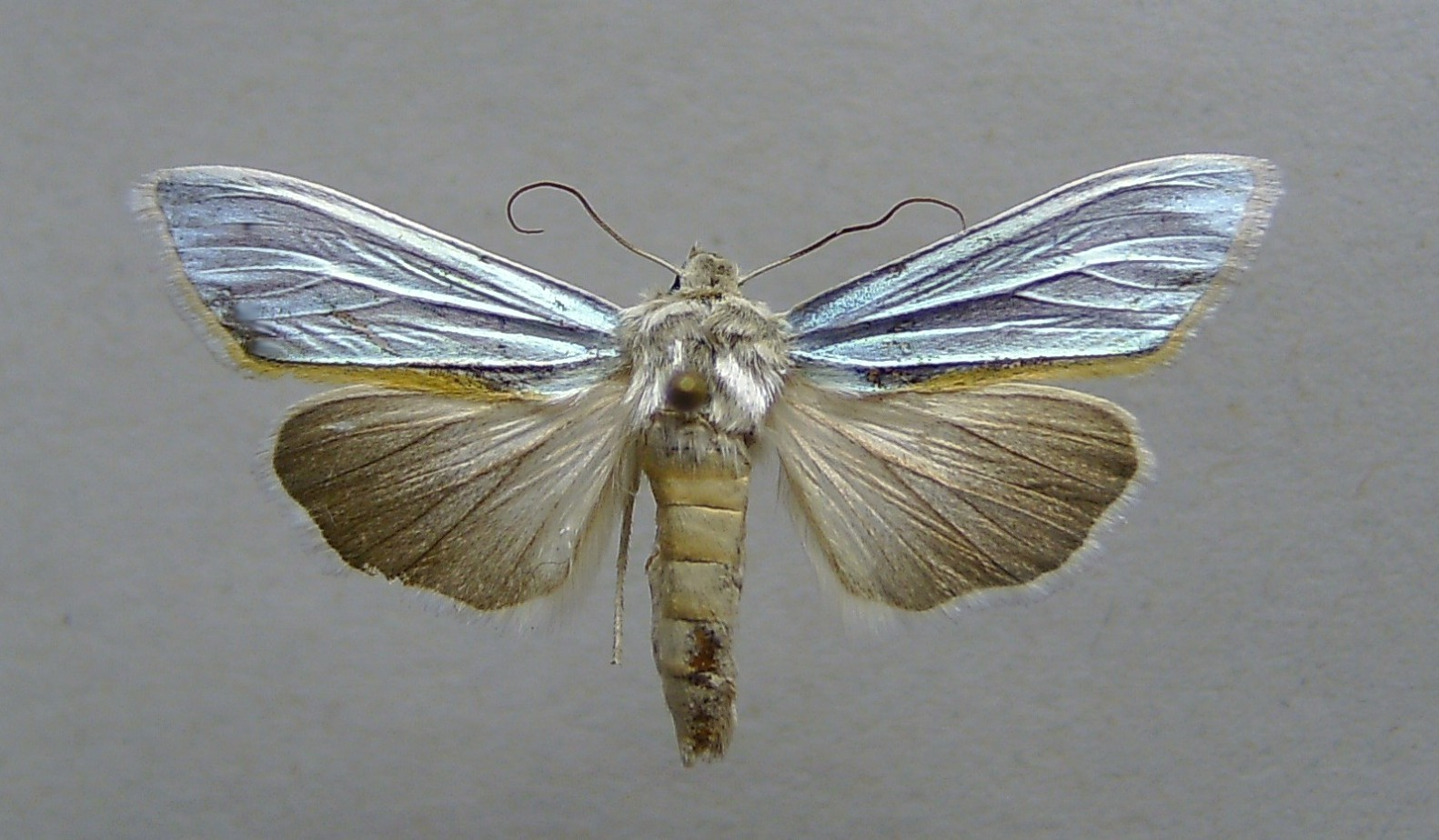
Cucullia splendida
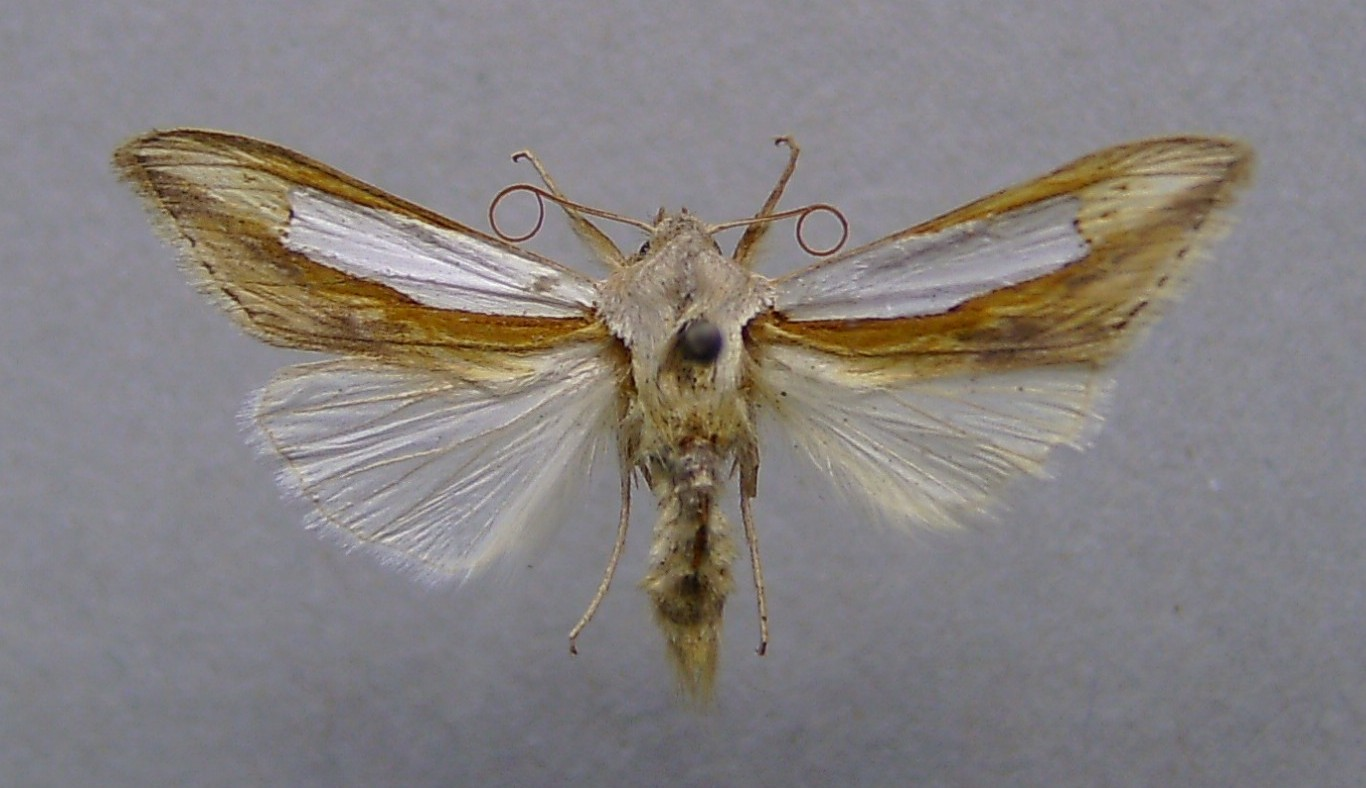
Cucullia argentina
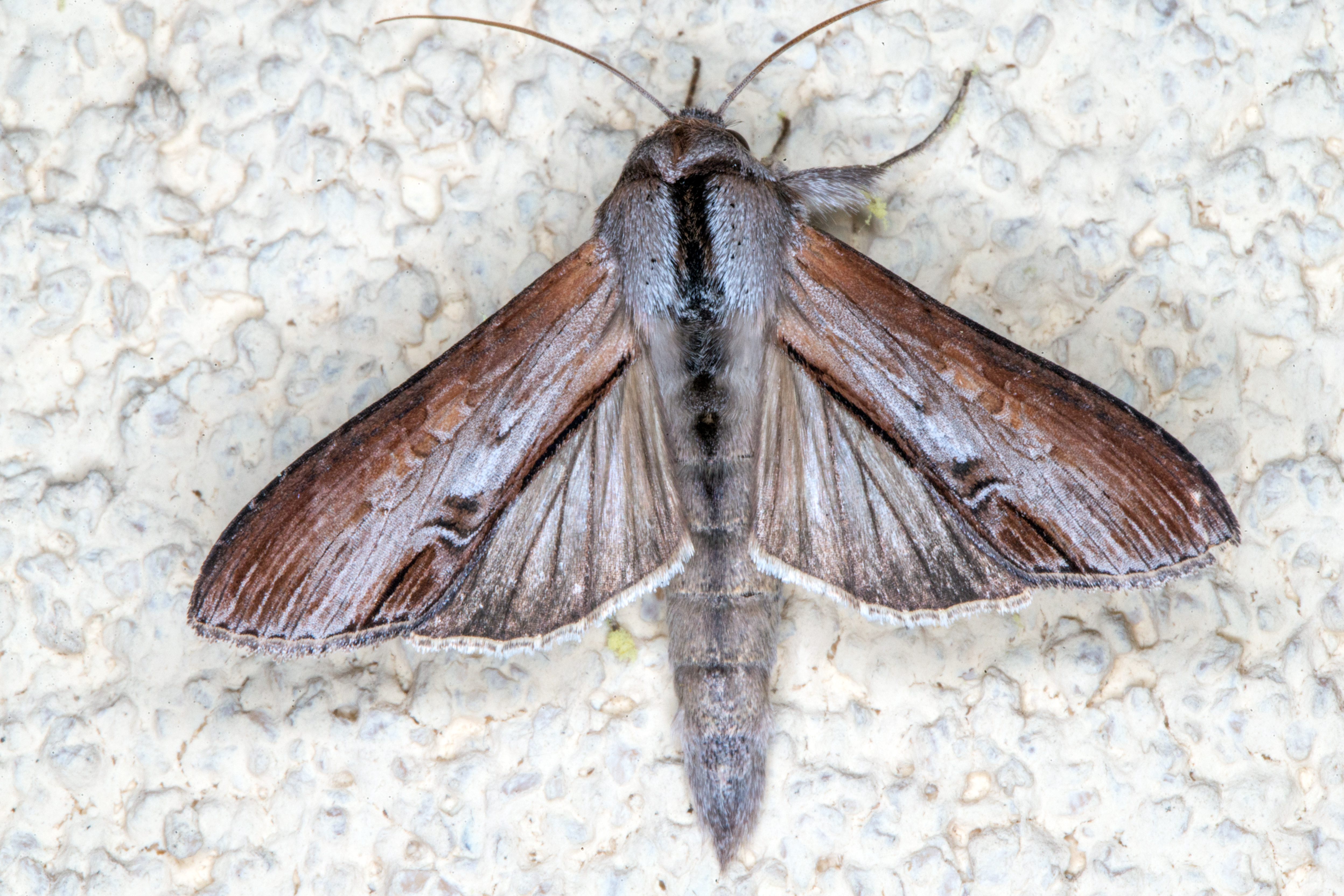
Cucullia asteris
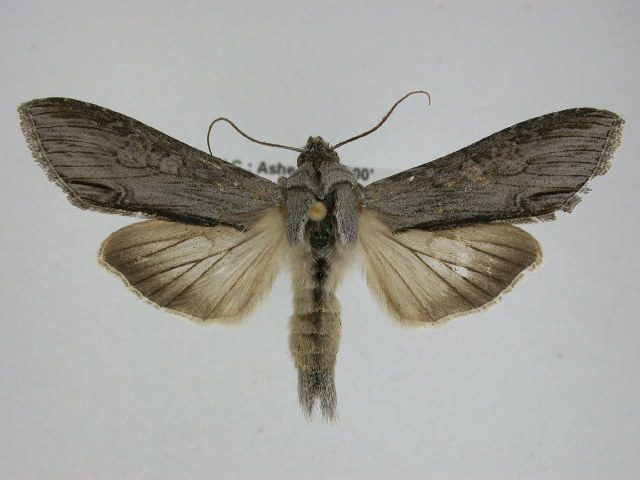
Cucullia postera
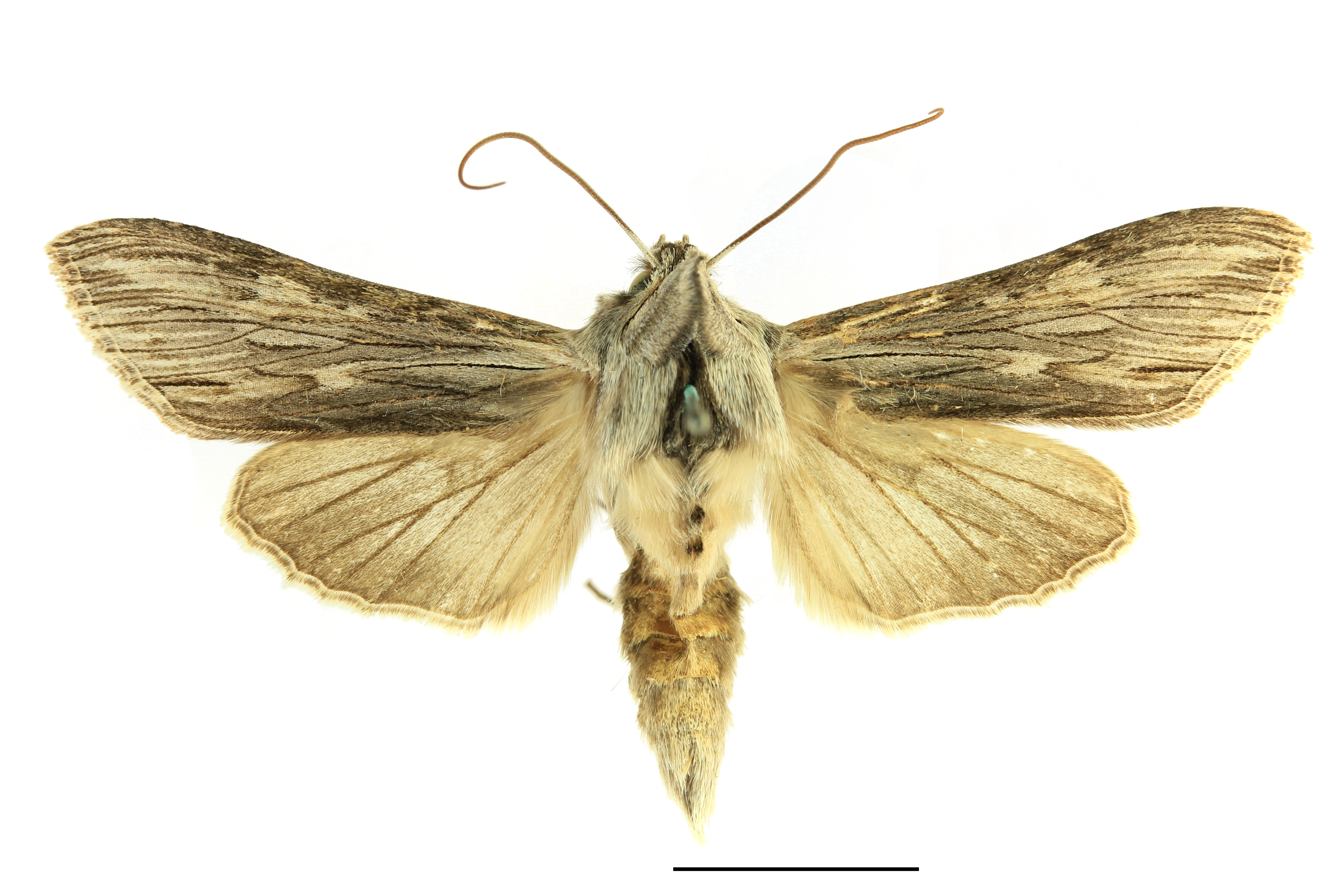
Cucullia chamomillae
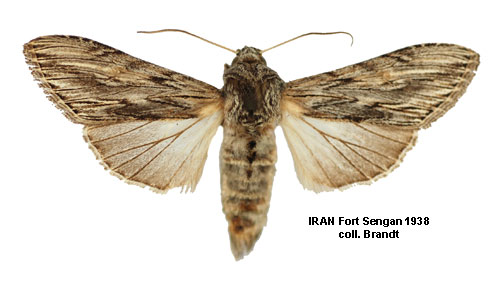
Cucullia boryphora
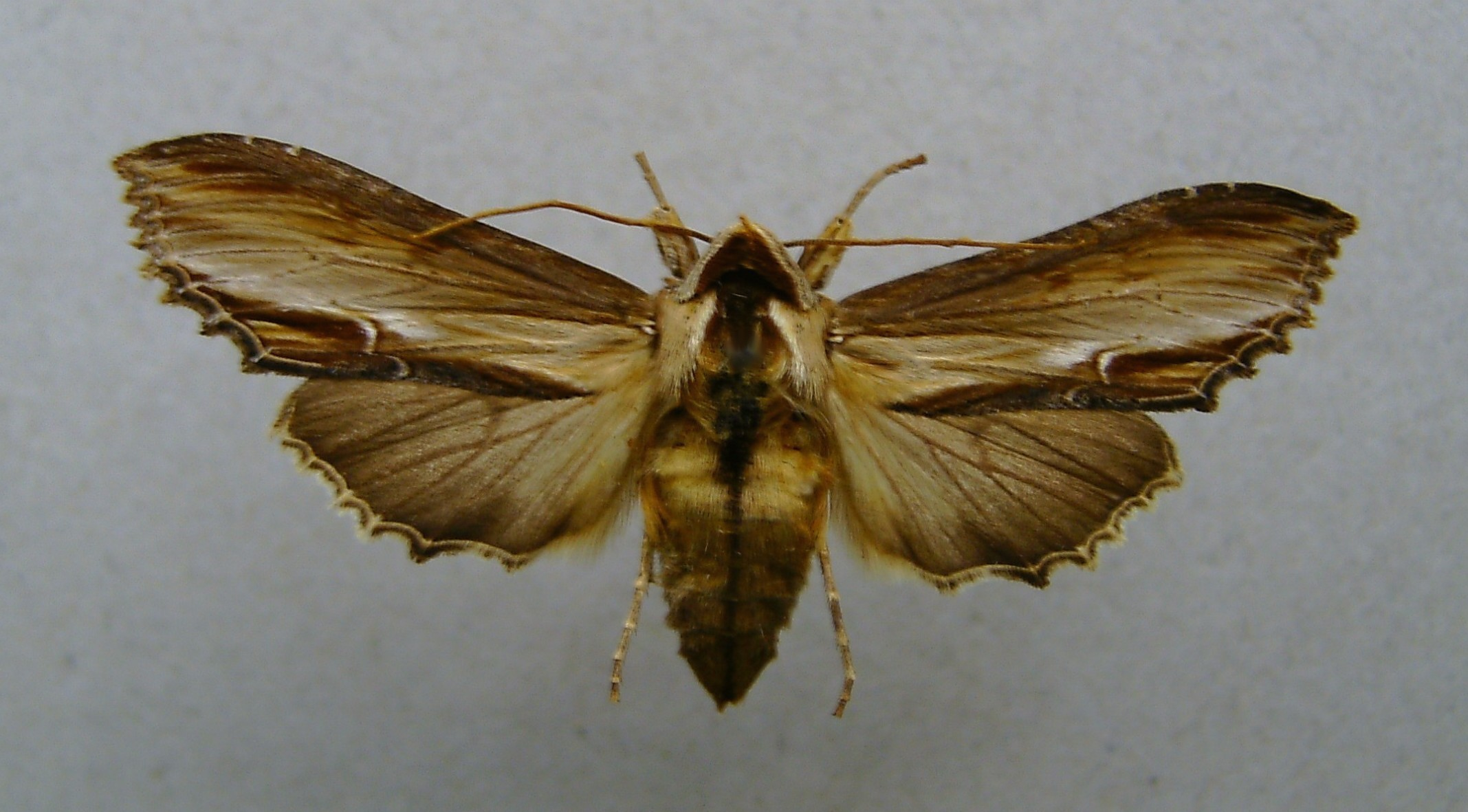
Cucullia verbasci

### Larven

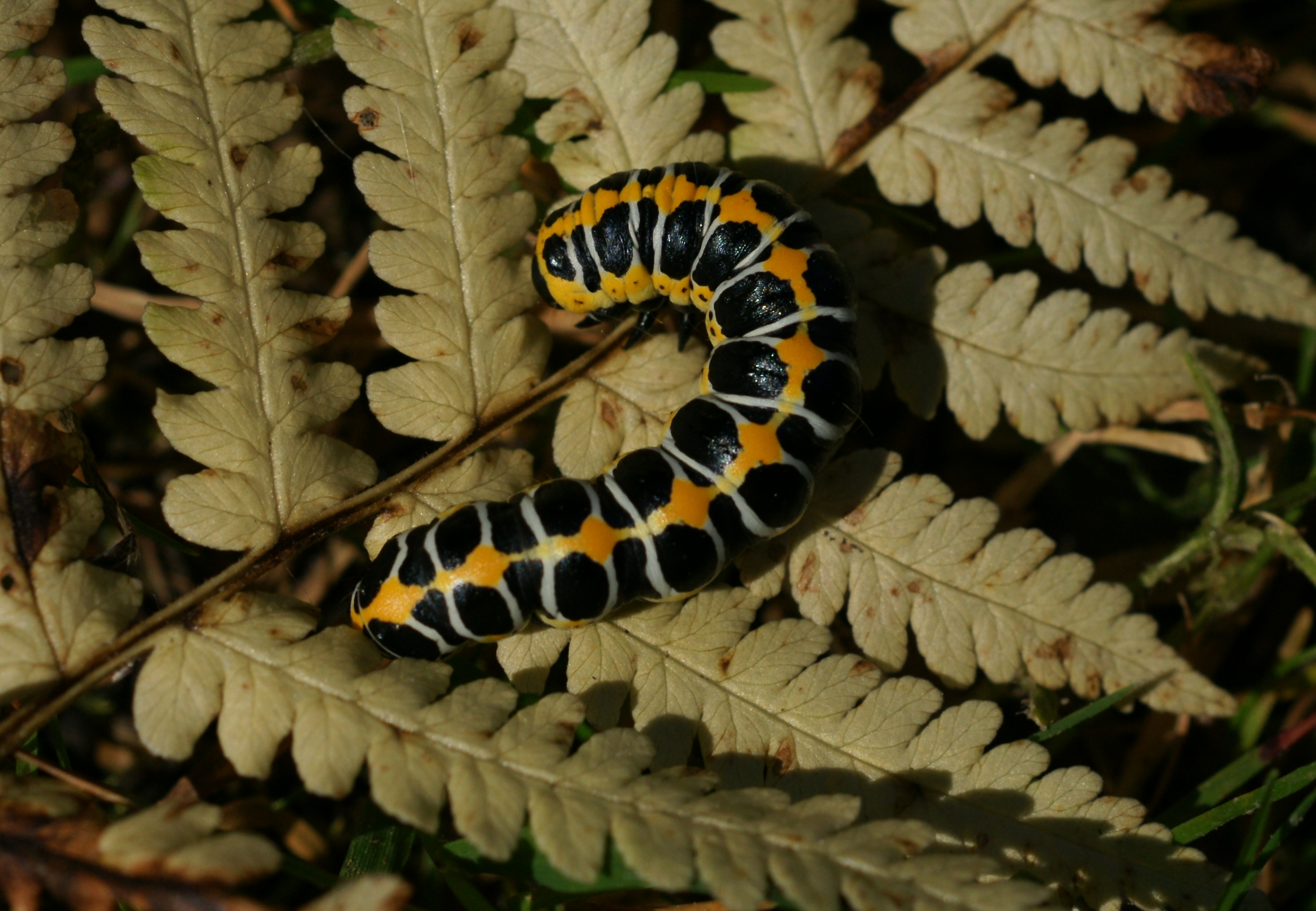
Cucullia lactucae
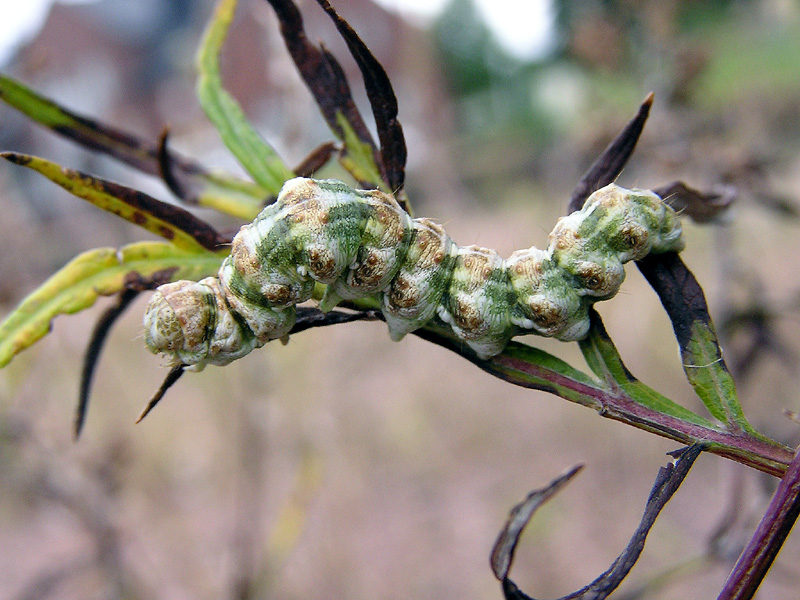
Cucullia absinthii
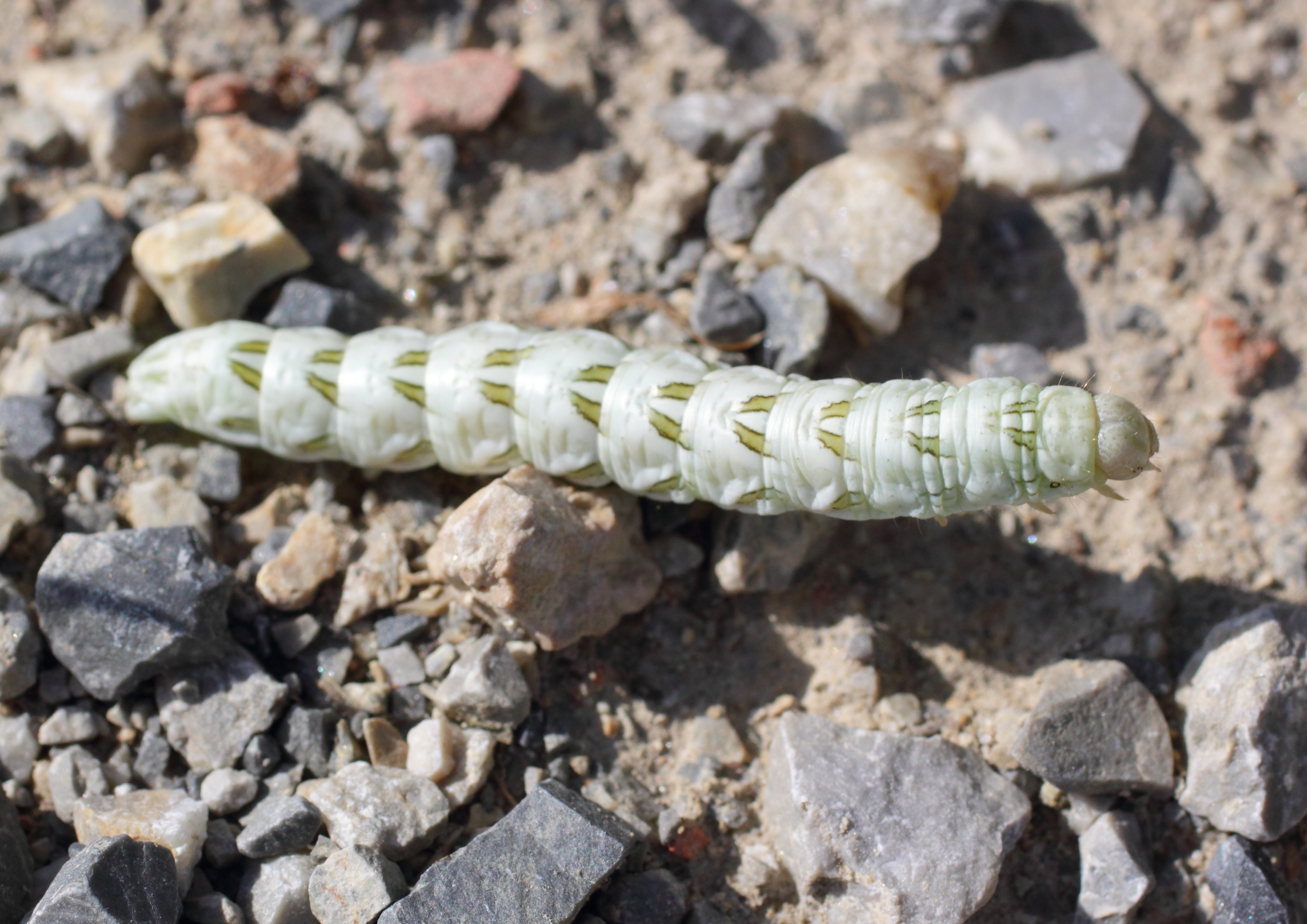
Cucullia chamomillae (white form)
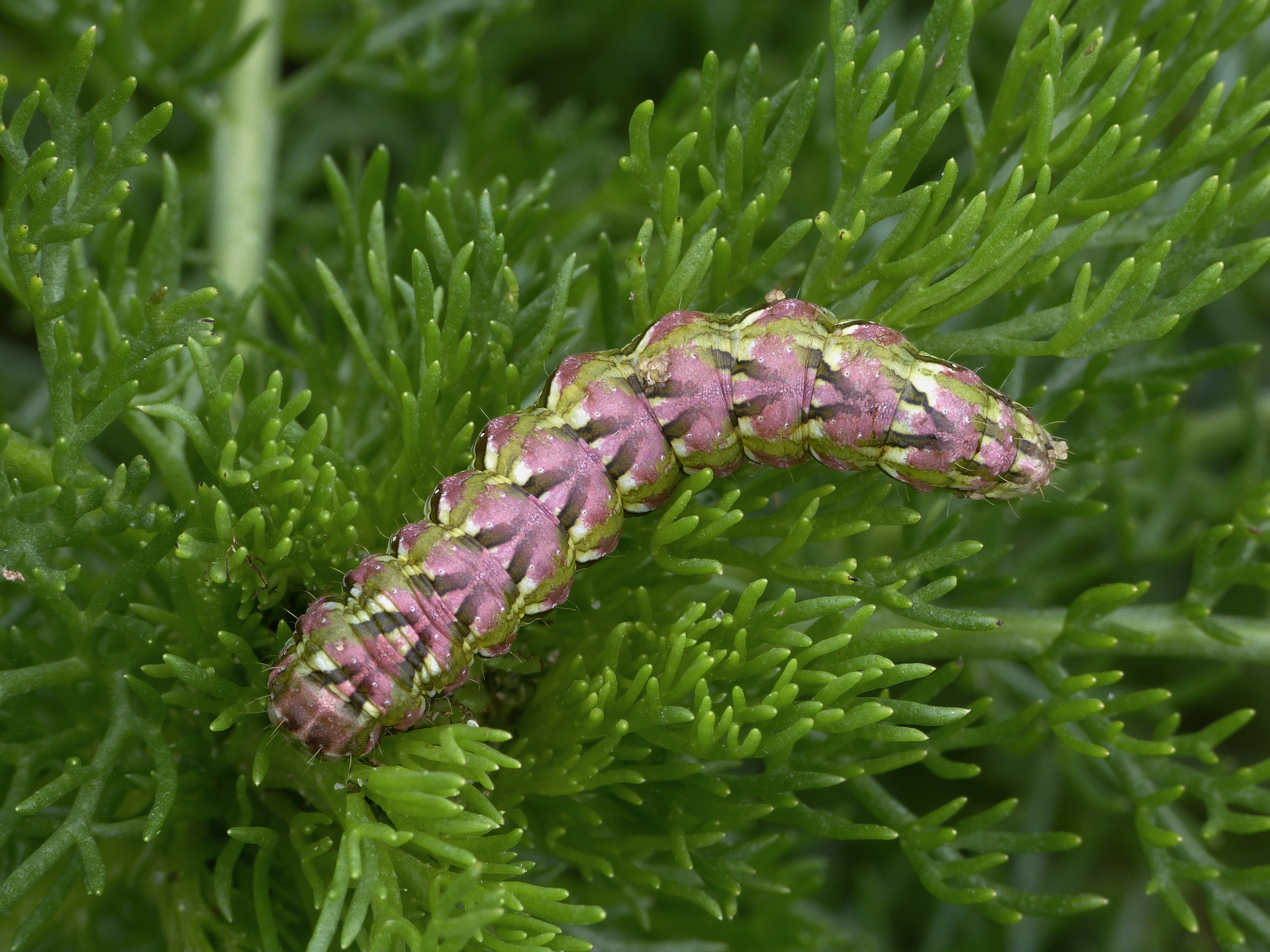
Cucullia chamomillae (red form)
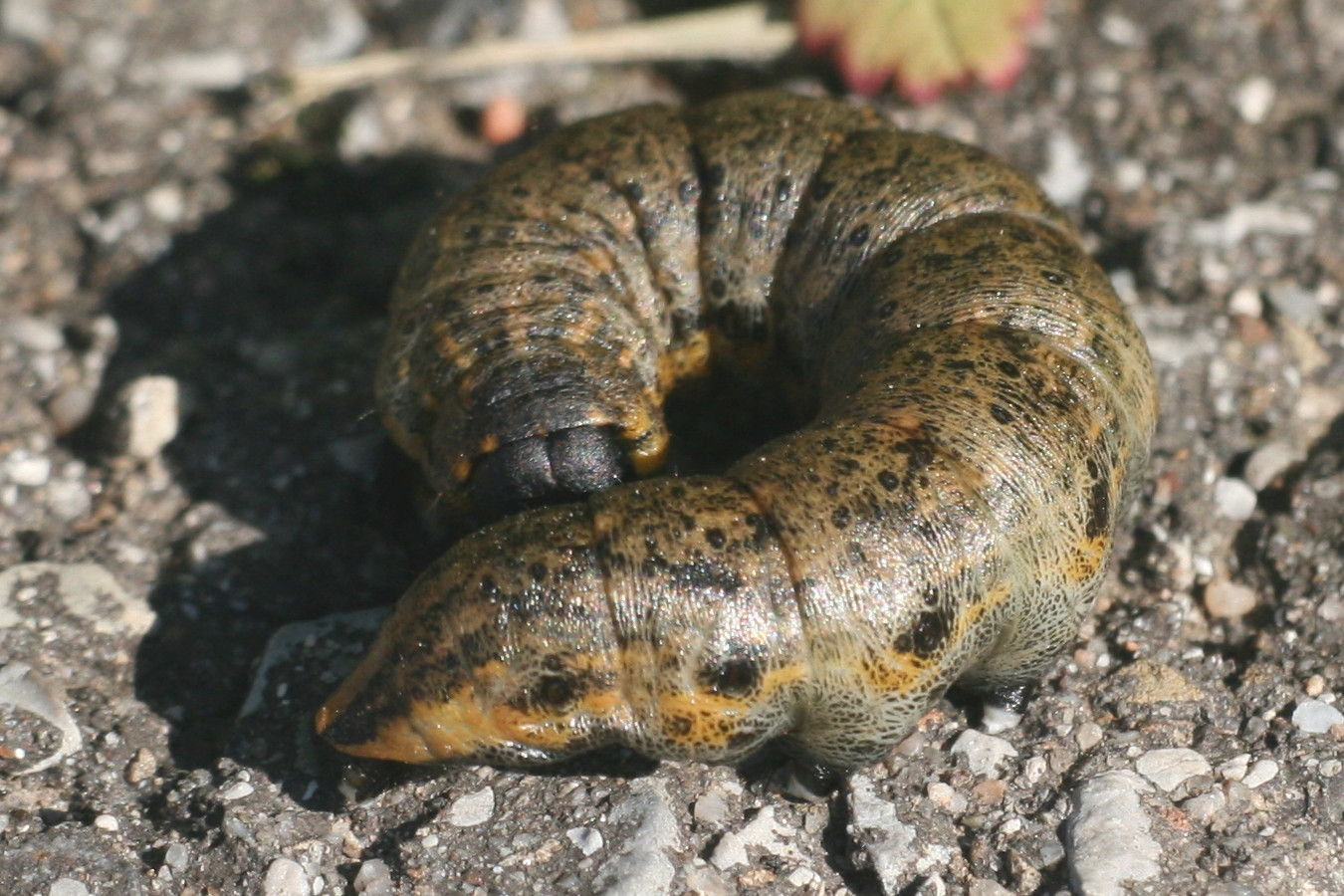
Cucullia umbratica
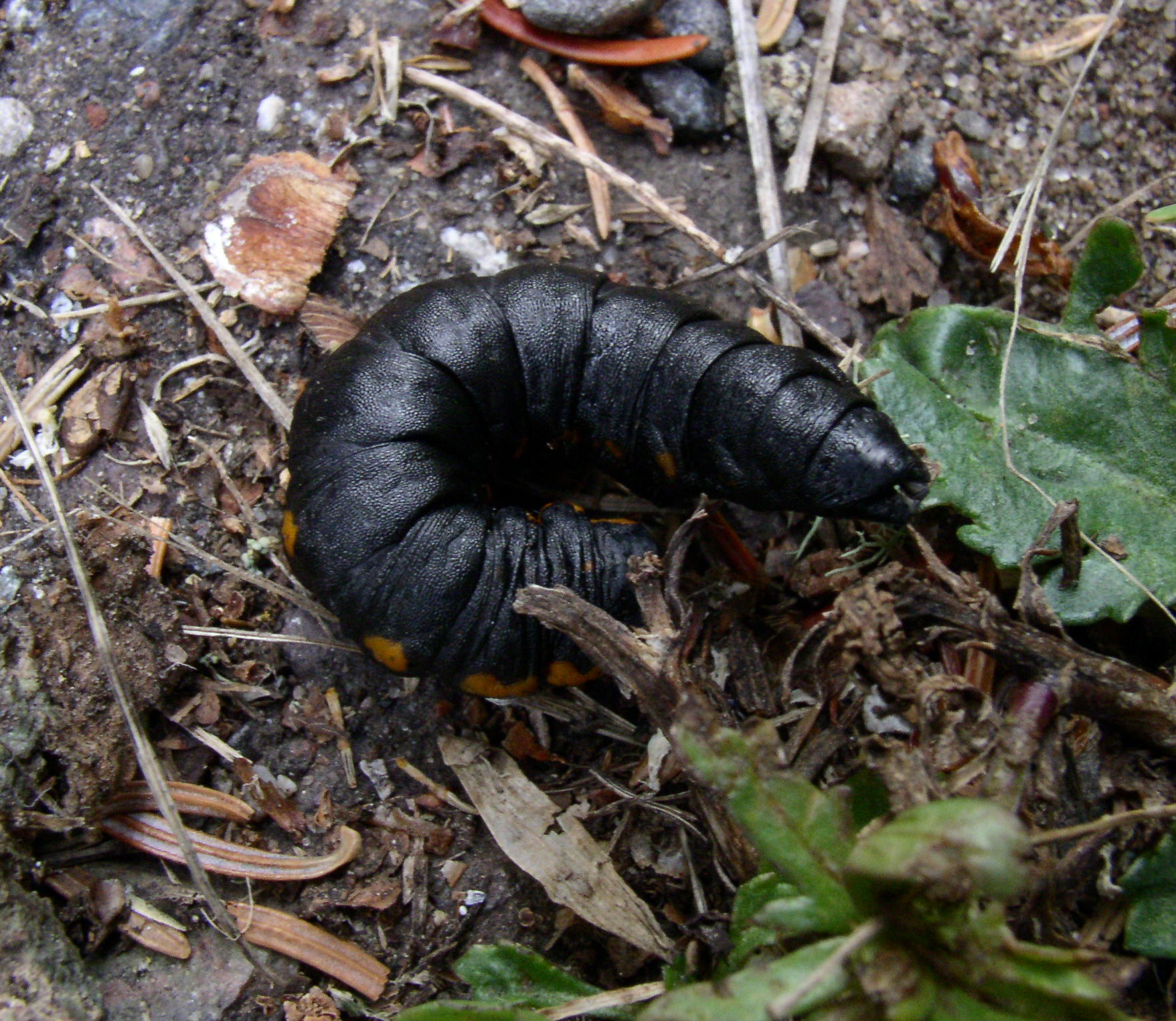
Cucullia intermedia
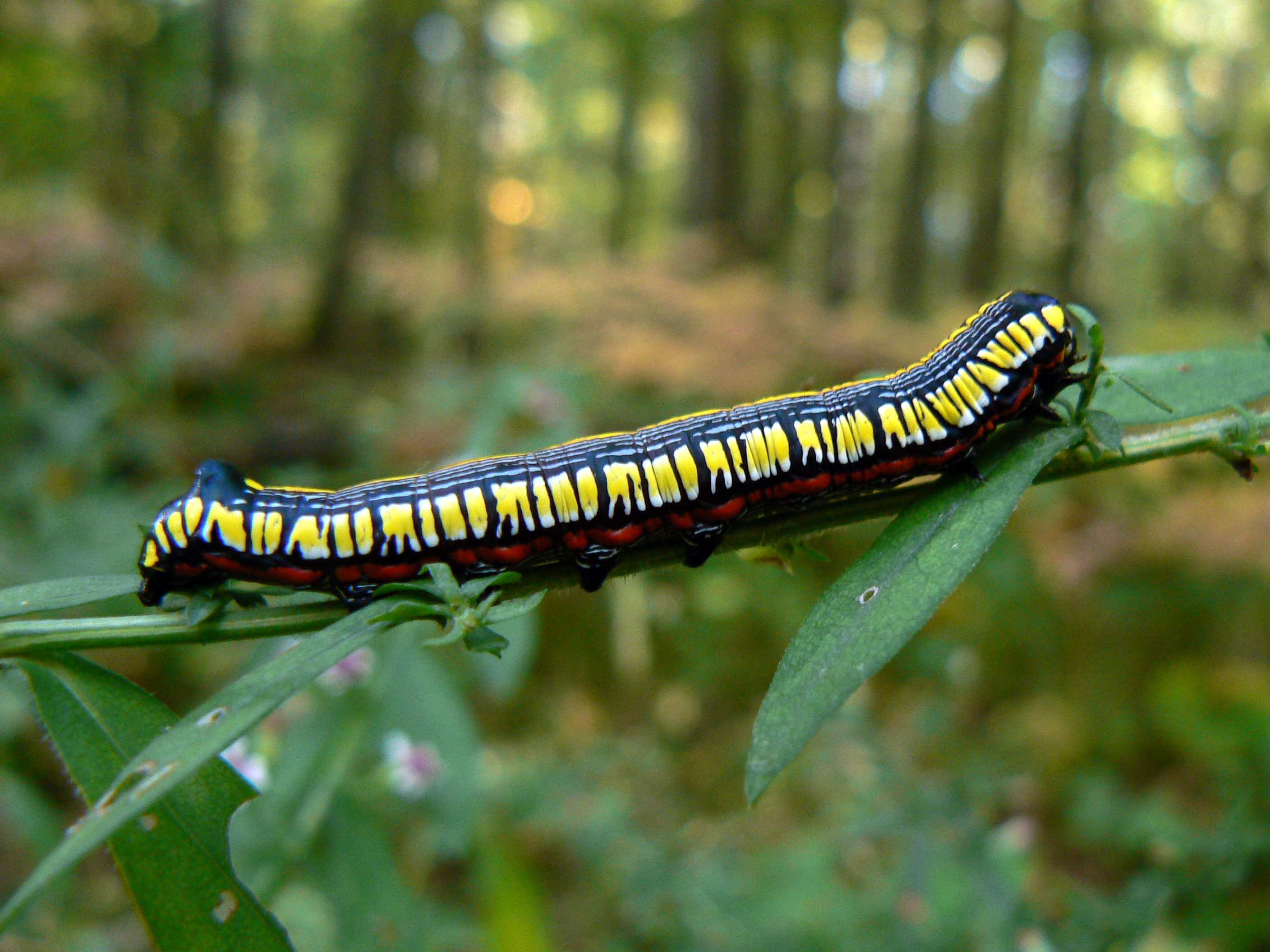
Cucullia convexipennis
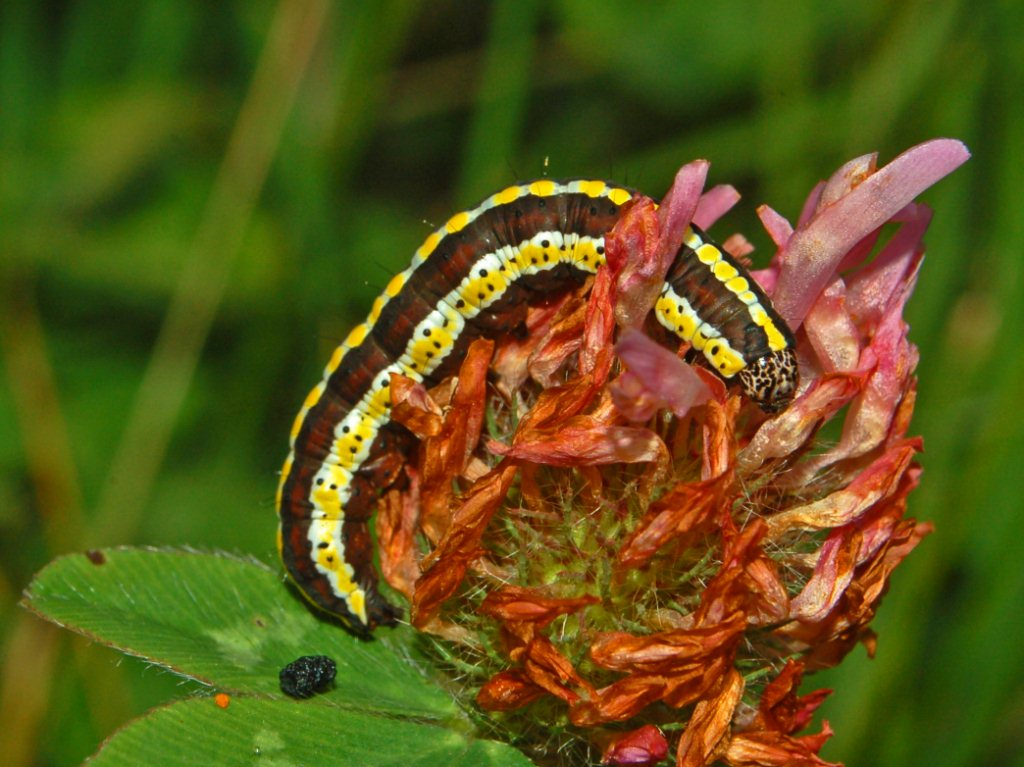
Cucullia lucifuga
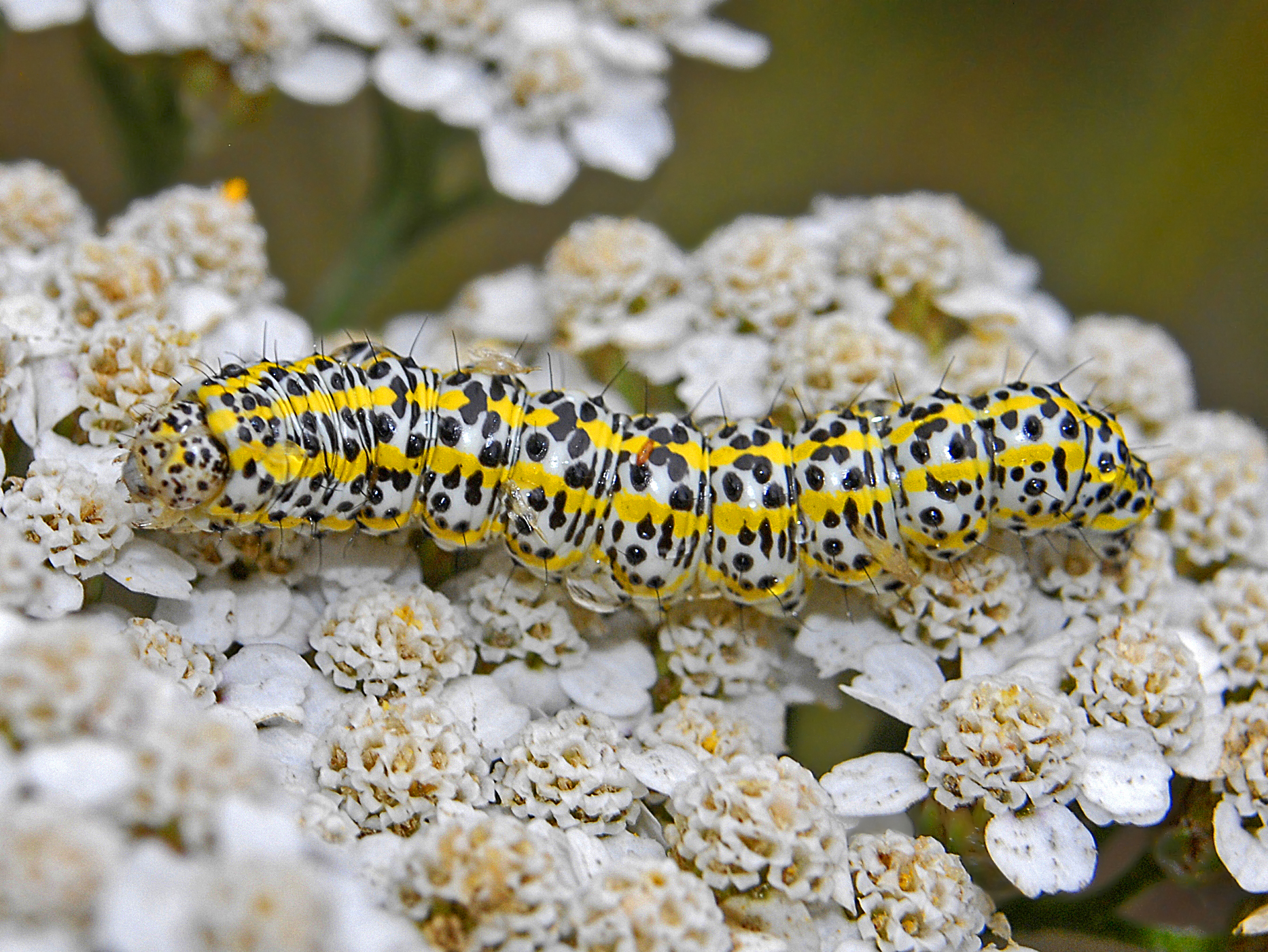
Cucullia tanaceti
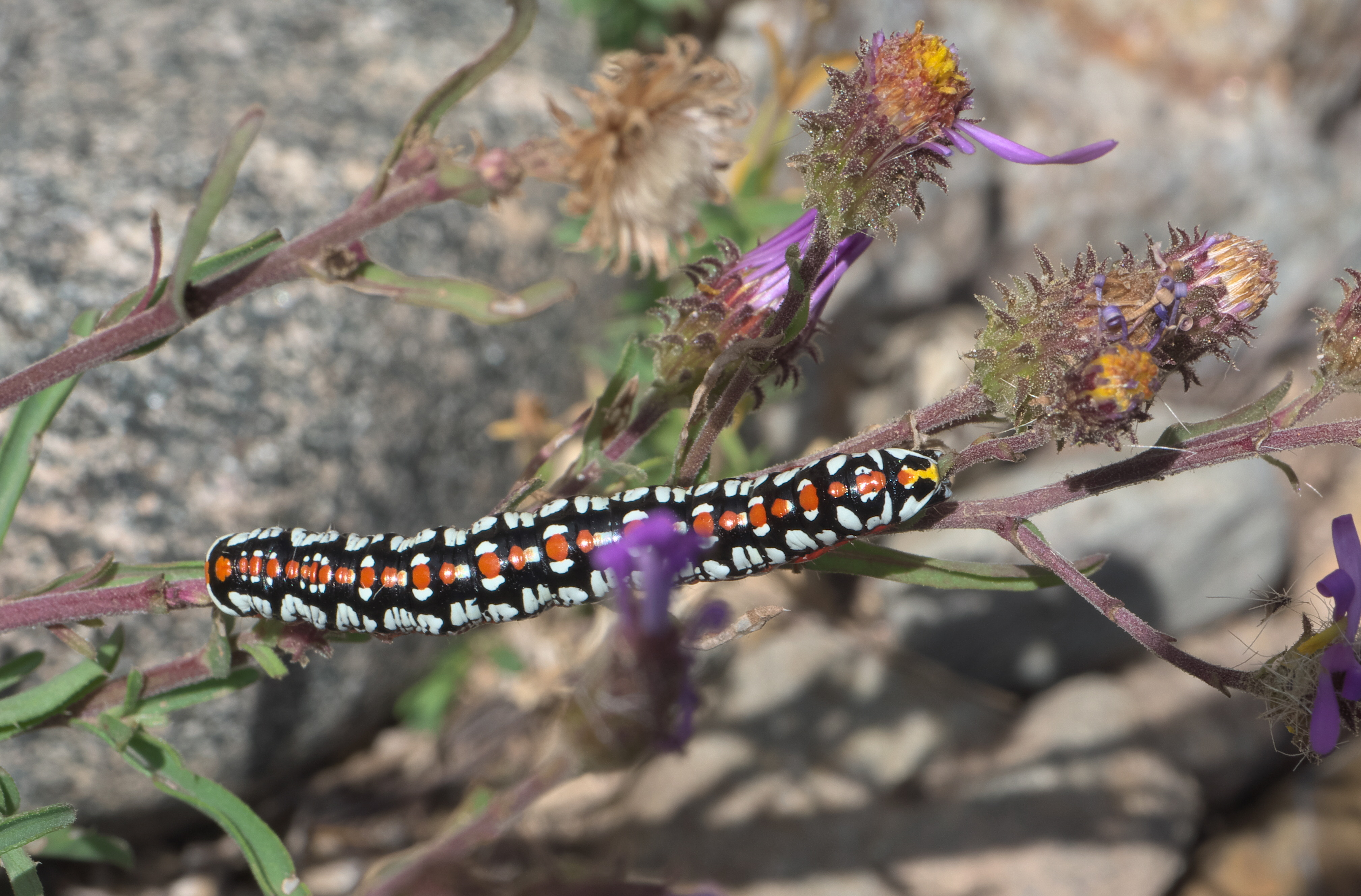
Cucullia dorsalis
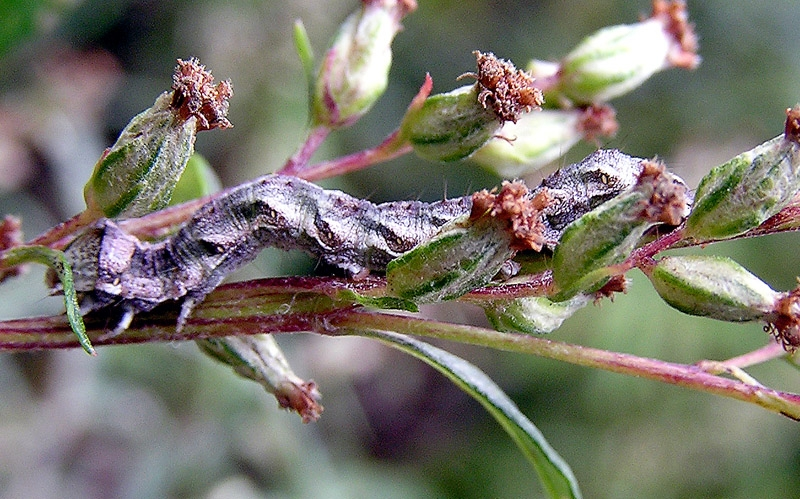
Cucullia fraudatrix
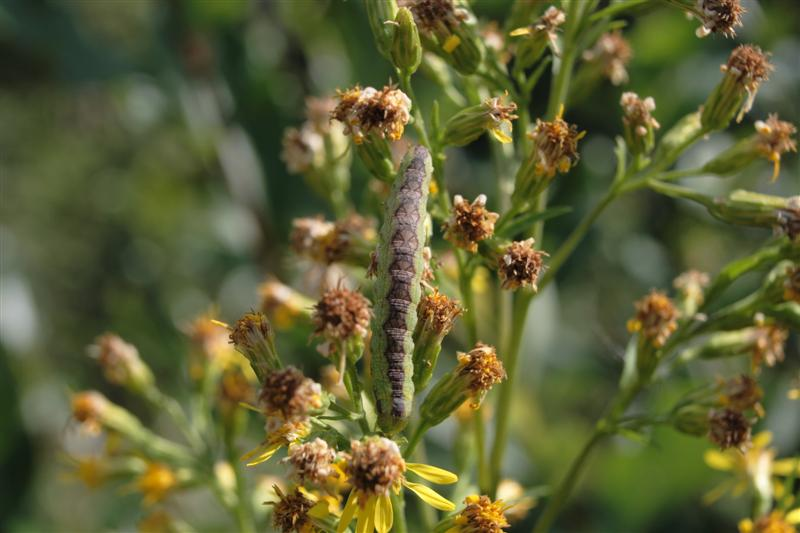
Cucullia gnaphalii
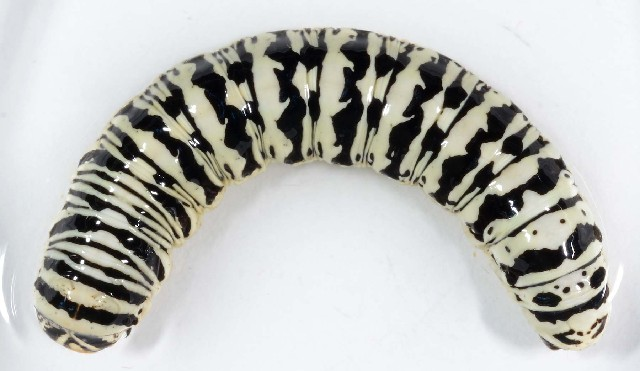
Cucullia speyeri
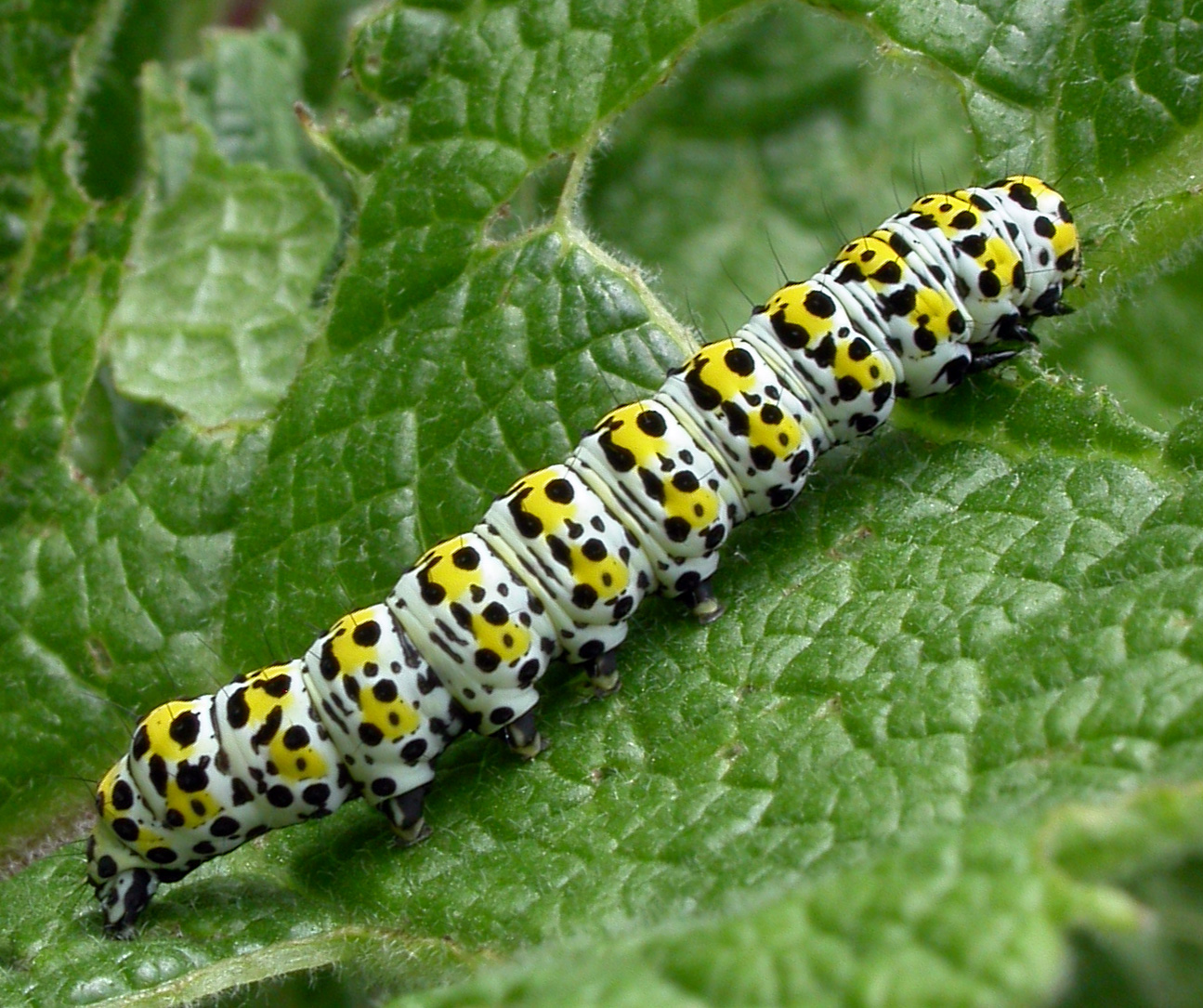
Cucullia verbasci